# Saint-Cricq-Villeneuve
Saint-Cricq-Villeneuve település Franciaországban, Landes megyében. Lakosainak száma 464 fő (2022. január 1.). Saint-Cricq-Villeneuve Bougue, Gaillères, Pujo-le-Plan, Sainte-Foy és Villeneuve-de-Marsan községekkel határos.

## Népesség
A település népessége az elmúlt években az alábbi módon változott:
| Lakosok száma | 288  | 313  | 365  | 424  | 466  | 480  | 482  | 474  | 469  | 464  |
|               | 1968 | 1982 | 1990 | 2006 | 2013 | 2015 | 2017 | 2019 | 2020 | 2022 |